# Graeme Jones
Graeme Anthony Jones (* 13. März 1970 in Gateshead) ist ein ehemaliger englischer Fußballspieler und heutiger Trainer.

## Karriere

### Spieler
Er begann seine Laufbahn 1991 beim FC North Shields und zog 1992 weiter zu Bridlington Town. Im August 1993 folgte schließlich für eine Summe von £12.000 ein Wechsel in die Mannschaft der Doncaster Rovers, wo er in seinen drei Jahren stets zum Einsatz kam. Auch nach seinem Wechsel zu Wigan Athletic zur Saison 1996/97 erging es ihm weiter ähnlich. Erstmals nach Schottland ging es dann im November 1999 zum FC St. Johnstone, wo er bis zum Sommer 2002 verblieb. Für die Laufzeit von einer Saison ging es danach bis März 2003 wieder nach England zu Southend United. Hiernach wiederum wechselte er weiter zu Boston United, wo er bis zum Ende der Saison 2003/04 aktiv war. Nach dieser Spielzeit ging es für ein halbes Jahr zum FC Bury und danach bis zum Ende der Spielzeit wieder nach Schottland zum FC Clyde. Seine letzte Saison verbrachte er danach bis zum Sommer 2006 bei Hamilton Academical und beendete danach aufgrund immer wieder auftretender Verletzungen seine Karriere.

### Trainer
Seine Karriere als Trainer begann bereits Ende März 2006 bei seinem letzten Klub Hamilton Academical, wo er bis Anfang März des nächsten Jahres als Co-Trainer unter Billy Reid aktiv war. Daran wechselte er als Co-Trainer ins Trainerteam von Roberto Martínez und wirkte bei diesem bis zum Ende der Spielzeit 2008/09 bei Swansea City. Danach zog er mit dem Team weiter zu seinem Ex-Klub Wigan Athletic, ab der Saison 2013/14 ging es dann weiter zum FC Everton und ab Ende August 2016 weiter zur belgischen Nationalmannschaft. Ende Juli 2018 verließ er das Team dann wieder und schloss sich unter gleicher Position Darren Moore bei West Bromwich an.
Ab Anfang Mai 2019 übernahm er seinen ersten Job als Cheftrainer bei Luton Town. Hier hielt er sich bis Ende April 2020. Danach war er noch einmal von August 2020 bis Ende Januar 2021 kurzzeitig Techniktrainer unter Jason Tindall bei Bournemouth und ist anschließend wieder als Co-Trainer bei Newcastle United im Team von Steve Bruce aktiv. Nach der Entlassung von Bruce im Oktober 2021 wurde er Interimstrainer.